# Ephalophis greyae
Genre
Espèce
Synonymes
- Ephalophis greyi Smith, 1931

Statut de conservation UICN

 LC  : Préoccupation mineure
Ephalophis greyae, unique représentant du genre Ephalophis, est une espèce de serpents de la famille des Elapidae.

## Répartition
Cette espèce est endémique des mangroves de l'Australie-Occidentale.
Sa présence est incertaine dans le Territoire du Nord.

## Description
C'est un serpent venimeux.

## Étymologie
Cette espèce est nommée en l'honneur de Beatrice Grey.
Le nom de cette espèce était au départ orthographié greyi avec une faute de déclinaison du latin, masculin en lieu et place du féminin, ce qui a été corrigé par Shea.

## Publications originales
- Smith, 1931 : Description of a new genus of sea snake from the coast of Australia, with a note on the structure providing for complete closure of the mouth in aquatic snakes. Proceedings of the Zoological Society of London, vol. 1931, p. 397-398.